# Erwerbseinkommen
Das Erwerbseinkommen oder Arbeitseinkommen setzt sich aus Einnahmen (in Form von Geld, Natural- oder selten Dienstleistungen) zusammen, die eine Person für die Ausübung einer entlohnten oder selbständigen Tätigkeit erhält. Es umfasst die Beträge, welche diese Person entweder als direktes Ergebnis ihrer beruflichen Tätigkeit (Löhne oder Ertrag aus der selbständigen Tätigkeit) oder aufgrund ihrer beruflichen Situation (beschäftigungsbezogene Versorgungsleistungen) erhält.
Nicht zum Arbeitseinkommen gehört das Einkommen aus Vermögen, Sozialhilfe, Transferleistungen usw.
In Deutschland erhöhte sich von 1995 bis 2007 die Anzahl der Haushalte ohne jedes Erwerbseinkommen auf 19 % – den höchsten Wert innerhalb der OECD.